# Sami Hafez Anan
Sami Hafez Anan, egiptovski general in vojaški diplomat, * 2. februar 1948.
Bil je načelnik Generalštaba Oboroženih sil Egipta in član Vrhovnega sveta Oboroženih sil Egipta, ki je prevzel oblast v Egiptu po odstopu predsednika Egipta Hosnija Mubaraka.

## Življenjepis
Leta 1967 je postal vojaški častnik. V letih 1990 in 1992 je bil obrambni ataše v Maroku, nato pa je bil brigadni poveljnik (1992–96), poveljnik zračnoobrambne divizije (1996–98), načelnik operacijskega oddelka zračne obrambe (1998–2000), načelnik štaba Poveljstva zračne obrambe Egipta (2000–01) in poveljnik Poveljstva zračne obrambe Egipta (2001–2005). Leta 2005 je postal načelnik Generalštaba Oboroženih sil Egipta.